# Susliwci
Susliwci (ukr. Суслівці, pol. his. Susłowce) – wieś na Ukrainie, w obwodzie chmielnickim, w rejonie latyczowskim.